# Villa (Võru)
Villa is een plaats in de Estlandse gemeente Võru vald, provincie Võrumaa. De plaats heeft de status van dorp (Estisch: küla) en telt 22 inwoners (2021).
Tot in oktober 2017 hoorde Villa bij de gemeente Lasva. In die maand werd Lasva bij de gemeente Võru vald gevoegd.
De rivier Võhandu stroomt langs de noordgrens van het dorp. De stad Võru ligt 3,5 km ten zuidwesten van Villa.

## Geschiedenis
Aan de oever van de Võhandu zijn sporen van nederzettingen uit de late steentijd gevonden, die teruggaan tot het 3e millennium v.Chr.
In 1867 werd Villa voor het eerst genoemd als Вилла, de Russische versie van de naam. Het latere dorp was toen een veehouderij op het landgoed Werrohof, het landgoed van de stad Võru. In 1909 werd Villa onder de naam Willa genoemd als een groep boerderijen. In 1977 werd Villa bij het buurdorp Puusepa gevoegd; in 1997 werd het weer een zelfstandig dorp.